# Chlorophyllum sphaerosporum
Chlorophyllum sphaerosporum är en svampart som beskrevs av Z.W. Ge & Zhu L. Yang 2006. Chlorophyllum sphaerosporum ingår i släktet Chlorophyllum och familjen Agaricaceae.   Inga underarter finns listade i Catalogue of Life.